# Dwór w Przeździedzy
Dwór w Przeździedzy – zabytkowy dwór wybudowany w miejscowości Przeździedza.
W skład zespołu dworskiego z XVII-XIX w. wchodzą dwór i park dworski.